# Oblast de Vladimir
L'oblast de Vladimir (en russe : Влади́мирская о́бласть, Vladimirskaïa oblast) est un sujet fédéral (oblast) de Russie.
Sa capitale administrative est la ville de Vladimir.

## Géographie
L’oblast de Vladimir est limitrophe des oblasts de Moscou, de Iaroslavl, d’Ivanovo, de Riazan et de Nijni Novgorod. Il occupe le centre géographique de la grande plaine d'Europe orientale et est constitué de 29 084 km2. Les principaux fleuves sont la Kliazma et l’Oka. On y dénombre environ trois cents lacs. C'est une région de forêts mixtes.
Trois régions naturelles se distinguent dans l'oblast de Vladimir:
- L'Opolié[2] (ou opolié de Vladimir[3]) dans le nord et nord-ouest, qui est une plaine basse et fertile composée de terres noires, allant de Iouriev-Polski à Souzdal ;
- La Mechtchiora[4], plaine marécageuse au sud-ouest ;
- La Polésie (ou le Polessié) de Vladimir, qui est une grande zone forestière de la partie orientale de l'oblast.

Carte de l'oblast de Vladimir et de ses régions naturelles.

### Faune
La faune de l’oblast compte actuellement plus de cinquante espèces de mammifères (par exemple l'élan, le cerf élaphe et le cerf Sika, l'ours, le chevreuil, le lynx, le loup et le renard, l’écureuil, le lièvre, la marte, le putois et bien d'autres animaux à fourrure), cinq espèces de reptiles et dix espèces d’amphibiens. Le desman de Russie, animal semi-aquatique, et l’oie naine figurent dans le livre rouge des espèces fédérales menacées. La région sert d'habitat à 216 espèces d'oiseaux, parmi lesquels le grand tétras et le tétras lyre, le faisan, la bécasse, l’oie, le canard, etc.
La saison de la chasse court d’octobre à février avec les restrictions suivantes :
- élans, ours, cerfs uniquement de la mi-novembre à la mi-janvier ;
- le lièvre seulement d’octobre à janvier ;
- les tétras, bécasses, canards et oies uniquement pendant 10 jours au mois d'avril.

Les plans d'eau de la région comptent de nombreuses espèces de poissons d'eau douce (près de 40) : anguilles, carpes, brochets, perches, brèmes, rotengles et esturgeons dans la Kliazma, où la pêche sur glace est autorisée l'hiver.

### Hydrographie

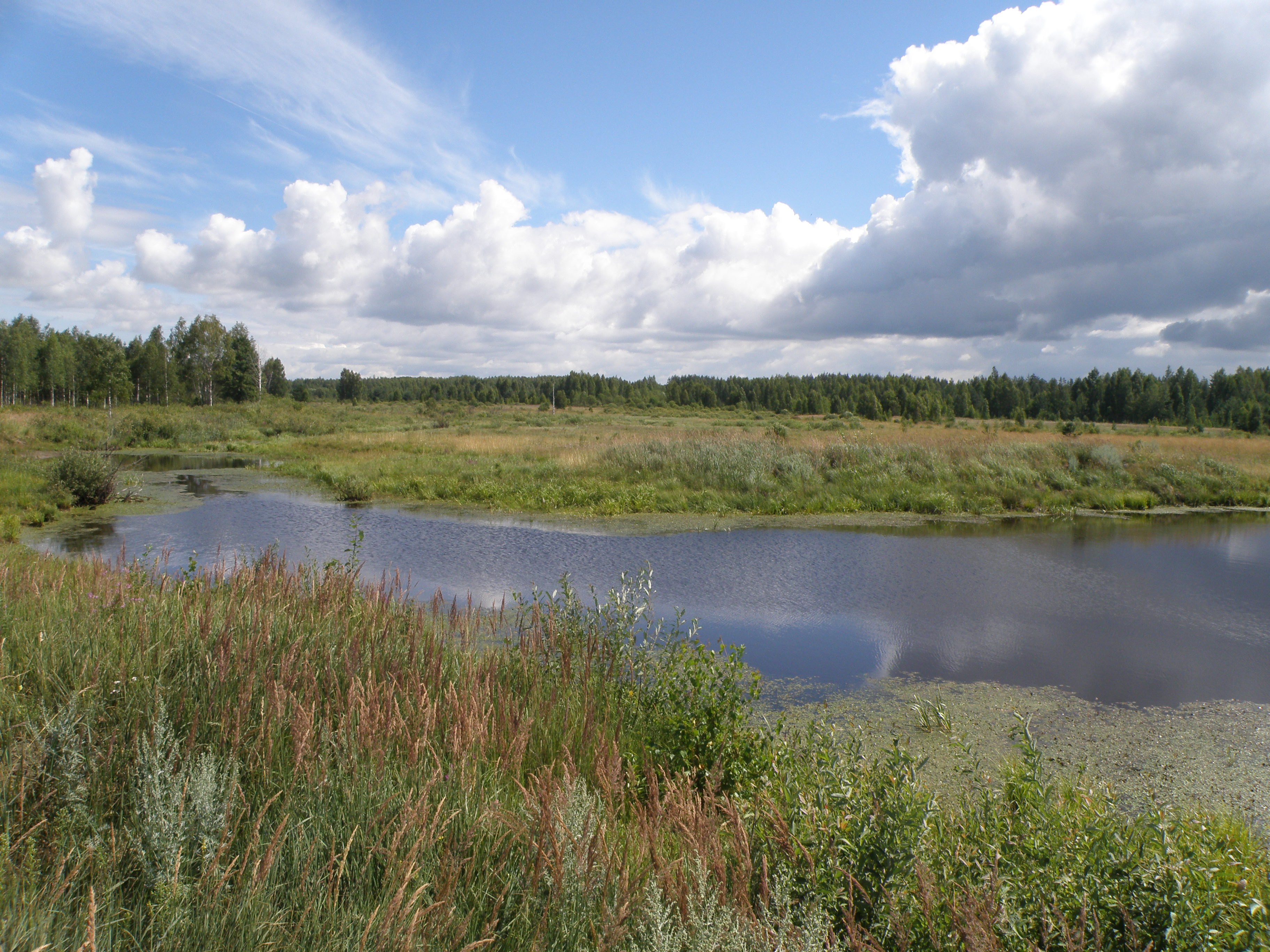
La vallée de la Revoucha dans les environs de Palitchi.

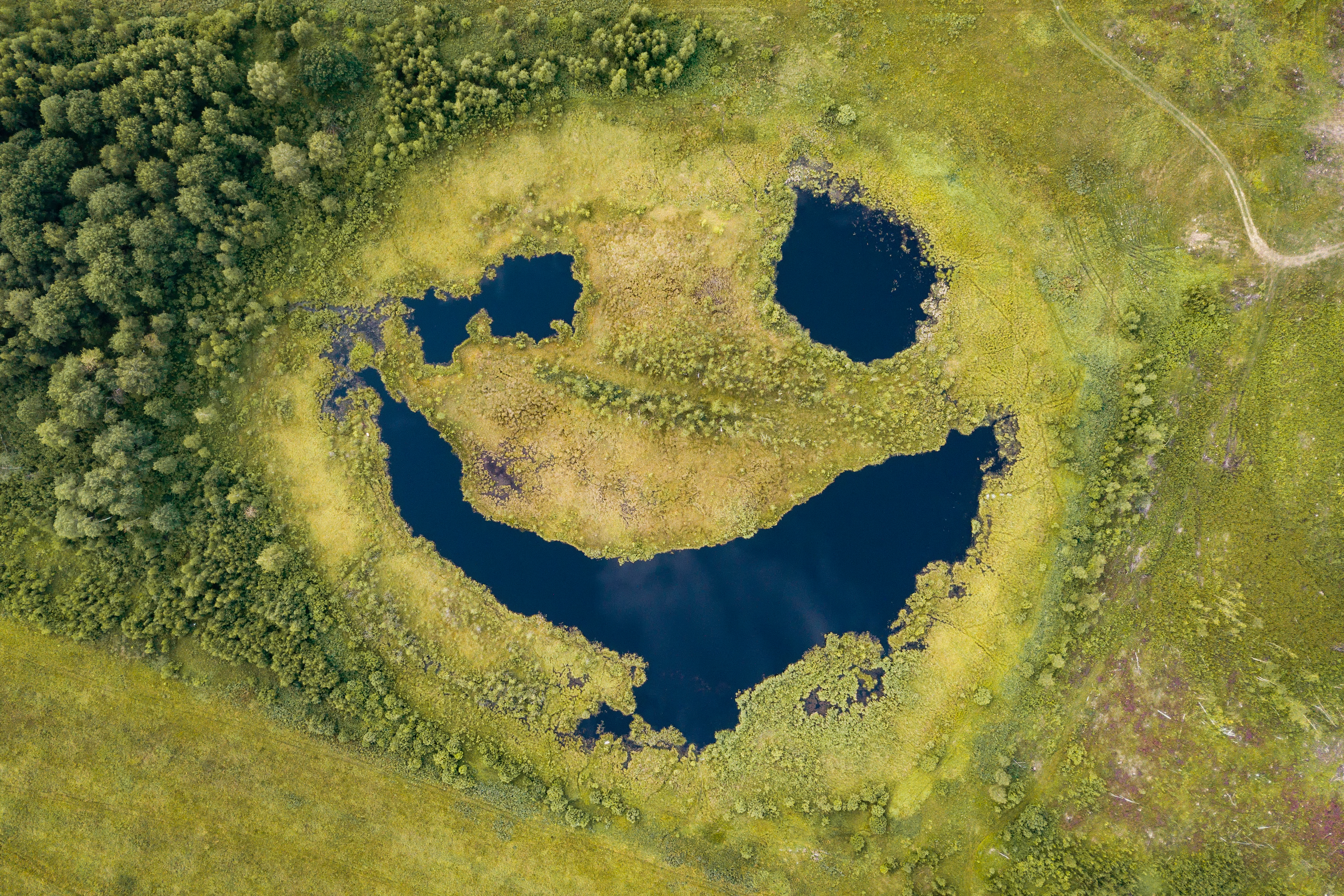
Lac d'un cratère d'impact d'une météorite dans l'oblast de Vladimir, près du village de Lemechki. Il est une paréidolie d'un visage humain souriant. Juillet 2019.

La superficie en eau de l'oblast est de 32,9 ha : on y dénombre des centaines de rivières (plus de 560) dont la longueur totale dépasse 8,6 millions de kilomètres. La Kliazma se déverse dans l'Oka à la pointe sud-est de la frontière avec l'oblast de Nijni Novgorod. Ses principaux tributaires dans la Région de Vladimir sont la Cherna (et la Moloktcha qui en est un affluent), la Kirjatch, la Pekcha, la Kolokcha, la Nerl, la Soudogda, l’Ouvod, le Loukh et la Souvorochtch. Les tributaires de l’Oka situés sur l'oblast de Vladimir sont le Gous, l'Ounja et l’Ouchna. La Doubna, un tributaire de la Volga, prend naissance près de la ville d’Alexandrov. L’Oka est navigable à travers l'oblast (sur 157 km). Les rivières de la région se caractérisent par leur faible courant, leurs vallées étendues et leurs nombreux méandres. Leur régime est marqué par une niveau stable en hiver, des crues printanières lorsque surviennent les grosses pluies, les étiages à l'été et l’automne.
On dénombre plus de trois cents lacs sur une superficie de 5 000 ha. La plupart sont peu étendus, dépourvus d'exutoire, et tourbeux. Leur origine est variable : ce sont par exemple les nombreux délaissés ponctuant les vallées fluviales. Le plus vaste est le lac Ourvanovskoïe (12 km de longueur) et le lac Vicha (long d'environ 10 km). Les lacs des plaines de la Mechtchiora et du nord-ouest de l’oblast sont les vestiges d’anciennes plaines alluviales : Isikhry, Sviatoïe, etc. Les lacs d’origine karstique, situés dans la basse vallée de la Kliazma et au centre du district de Viazniki (un district du nord-est de l’oblast), présentent des eaux fortement minéralisées et communiquent avec des nappes souterraines. Le plus vaste et le plus profond lac de ce groupe est le lac Kchtchara. Les lacs glaciaires des districts d’Alexandrov et de Iouriev-Polski sont de taille plus modeste.
Les zones humides, d'une superficie totale de 37 400 ha, se concentrent dans les plaines de la Mechtchiora et de Balakhna (au nord-est de l’oblast).

## Histoire
Les premiers vestiges de colonisation humaine sur le territoire de l'actuel oblast de Vladimir remontent au Paléolithique supérieur. Un habitat Homo Sapiens remontant à plus de 25 000 ans a été mis au jour à Sounguir. Les fouilles archéologiques menées sur les sites finnois témoignent des racines finno-ougriennes de ce pays. Les Mériens, Mouromiens et Mechtchériens se partageaient alors le territoire.
Au Xe siècle, l'expansion slave gagna la région avec des foyers autour de Mourom et de Souzdal. Le territoire de l'actuel oblast de Vladimir fait ainsi partie du noyau primitif de l’état russe. Au XIe siècle, la région fut rattachée à la principauté de Rostov-Souzdal puis au XIIe siècle à la principauté de Vladimir-Souzdal. Au début du XIIe siècle, Vladimir se développa parallèlement à Iaropoltch-Zalesski. La région de Vladimir poursuivit une expansion soutenue sous le règne de Iouri Dolgorouki et d’André Bogolioubski. Il se forma de nouvelles villes : Iouriev-Polski, Gorokhovets, Starodoub-sur-Kliazma, Mstislavl, en même temps que les princes se construisaient des palais à Kidekcha et Bogolioubovo.

## Tendances politiques
| Scrutin                    | 1er tour | 1er tour | 1er tour | 1er tour | 1er tour | 1er tour | 1er tour | 1er tour | 1er tour | 1er tour | 1er tour  | 1er tour | 2d tour                  | 2d tour                  | 2d tour                  | 2d tour                  | 2d tour                  | 2d tour                  | 2d tour                  | 2d tour                  | 2d tour                  | 2d tour                  | 2d tour                  | 2d tour                  |
| Scrutin                    | 1er      | 1er      | %        | 2e       | 2e       | %        | 3e       | 3e       | %        | 4e       | 4e        | %        | 1er                      | 1er                      | %                        | 2e                       | 2e                       | %                        | 3e                       | 3e                       | %                        | 4e                       | 4e                       | %                        |
| -------------------------- | -------- | -------- | -------- | -------- | -------- | -------- | -------- | -------- | -------- | -------- | --------- | -------- | ------------------------ | ------------------------ | ------------------------ | ------------------------ | ------------------------ | ------------------------ | ------------------------ | ------------------------ | ------------------------ | ------------------------ | ------------------------ | ------------------------ |
| Présidentielle 2012        |          | ER       | 53.49    |          | KPRF     | 20.75    |          | SE       | 9.45     |          | LDPR      | 8,40     | Victoire au premier tour | Victoire au premier tour | Victoire au premier tour | Victoire au premier tour | Victoire au premier tour | Victoire au premier tour | Victoire au premier tour | Victoire au premier tour | Victoire au premier tour | Victoire au premier tour | Victoire au premier tour | Victoire au premier tour |
| Présidentielle 2018        |          | ER       | 73,65    |          | KPRF     | 12.63    |          | LDPR     | 7,93     |          | GRANI     | 1,45     | Victoire au premier tour | Victoire au premier tour | Victoire au premier tour | Victoire au premier tour | Victoire au premier tour | Victoire au premier tour | Victoire au premier tour | Victoire au premier tour | Victoire au premier tour | Victoire au premier tour | Victoire au premier tour | Victoire au premier tour |
| Gouvernorale 2018,         |          | ER       | 36.42    |          | LDPR     | 31,19    |          | SRZP     | 17,48    |          | Patriotes | 6,81     |                          | LDPR                     | 57.03                    |                          | ER                       | 37.46                    |                          |                          |                          |                          |                          |                          |
| Législative régionale 2018 |          | ER       | 29,57    |          | KPRF     | 23,66    |          | LDPR     | 20,80    |          | SRZP      | 10,20    | Victoire au premier tour | Victoire au premier tour | Victoire au premier tour | Victoire au premier tour | Victoire au premier tour | Victoire au premier tour | Victoire au premier tour | Victoire au premier tour | Victoire au premier tour | Victoire au premier tour | Victoire au premier tour | Victoire au premier tour |
| Législative 2021           |          | ER       | 37,64    |          | KPRF     | 25.94    |          | LDPR     | 9.42     |          | SRZP      | 7,78     | Tour unique              | Tour unique              | Tour unique              | Tour unique              | Tour unique              | Tour unique              | Tour unique              | Tour unique              | Tour unique              | Tour unique              | Tour unique              | Tour unique              |
| Gouvernorale 2022          |          | ER       | 83,68    |          | KPRF     | 6,53     |          | LDPR     | 3,35     |          | SRZP      | 2,46     | Tour unique              | Tour unique              | Tour unique              | Tour unique              | Tour unique              | Tour unique              | Tour unique              | Tour unique              | Tour unique              | Tour unique              | Tour unique              | Tour unique              |
| Législative régionale 2023 |          | ER       | 55,47    |          | KPRF     | 14,02    |          | LDPR     | 10,39    |          | SRZP      | 6,63     | Victoire au premier tour | Victoire au premier tour | Victoire au premier tour | Victoire au premier tour | Victoire au premier tour | Victoire au premier tour | Victoire au premier tour | Victoire au premier tour | Victoire au premier tour | Victoire au premier tour | Victoire au premier tour | Victoire au premier tour |

## Population et société

### Démographie
| 2002      | 2016      | 2021      | - | - |
| --------- | --------- | --------- | - | - |
| 1 523 990 | 1 397 168 | 1 348 134 | - | - |

| Année | Fécondité | Fécondité urbaine | Fécondité rurale |
| ----- | --------- | ----------------- | ---------------- |
| 1990  | 1,79      | 1,71              | 2,22             |
| 1991  | 1,54      | 1,46              | 1,93             |
| 1992  | 1,39      | 1,31              | 1,78             |
| 1993  | 1,23      | 1,16              | 1,55             |
| 1994  | 1,26      | 1,19              | 1,56             |
| 1995  | 1,18      | 1,13              | 1,43             |
| 1996  | 1,15      | 1,10              | 1,42             |
| 1997  | 1,10      | 1,06              | 1,29             |
| 1998  | 1,12      | 1,07              | 1,35             |
| 1999  | 1,07      | 1,02              | 1,29             |
| 2000  | 1,12      | 1,08              | 1,28             |
| 2001  | 1,18      | 1,14              | 1,32             |
| 2002  | 1,23      | 1,19              | 1,39             |
| 2003  | 1,30      | 1,26              | 1,46             |
| 2004  | 1,29      | 1,26              | 1,45             |
| 2005  | 1,25      | 1,23              | 1,35             |
| 2006  | 1,27      | 1,21              | 1,49             |
| 2007  | 1,36      | 1,29              | 1,60             |
| 2008  | 1,43      | 1,36              | 1,72             |
| 2009  | 1,45      | 1,38              | 1,68             |
| 2010  | 1,46      | 1,40              | 1,68             |
| 2011  | 1,50      | 1,44              | 1,72             |
| 2012  | 1,62      | 1,56              | 1,84             |
| 2013  | 1,59      | 1,52              | 1,88             |
| 2014  | 1,64      | 1,59              | 1,87             |
| 2015  | 1,73      | 1,74              | 1,71             |
| 2016  | 1,71      | 1,73              | 1,66             |
| 2017  | 1,52      | 1,52              | 1,52             |